# Hugh Henry John Seymour
Pour les articles homonymes, voir Seymour et Seymour (patronyme).
Hugh Henry John Seymour (25 septembre 1790 – 2 décembre 1821) est un officier de l'armée britannique et un homme politique. Il est député à la Chambre des communes du Royaume-Uni de 1818 jusqu'à sa mort.

## La famille
Seymour est le deuxième fils du vice-amiral Hugh Seymour (1759-1801) de Hambledon dans le Hampshire, l'un des plus jeunes fils de Francis Seymour-Conway. Sa mère, Lady Anna Horatia Waldegrave, est la fille et cohéritière du 2e comte Waldegrave.
En 1818, il épouse Charlotte Georgiana Cholmondeley, fille de George Cholmondeley (1er marquis de Cholmondeley). Ils ont un fils:
- Hugh Horatio Seymour (1821-1892), marié à Georgiana, fille du général Robert Ellice, en 1846, et a deux enfants:
  - Hugh Francis Seymour (1855-1930), avocat, marié à Rachel Blanche Lascelles, fille de James Walter Lascelles et petite-fille de Henry Lascelles (3e comte de Harewood), dont Horace James Seymour
  - Charlotte Susan Seymour (d. 1948), épouse de Charles Walter Campion (1839-1926) en 1879

## Carrière
Seymour fait ses études à Harrow. Il rejoint l'armée britannique en 1805 comme étendard dans la garde écossaise. Il est promu capitaine en 1811, et lieutenant-colonel en 1815. Il devient un écuyer ordinaire en 1818, et en 1820, il devient lieutenant-colonel à demi solde du 71e (Highland) Régiment d'infanterie.